# لياندرو فرنانديز
لياندرو فرنانديز (بالإسبانية: Leandro Fernández)‏ (23 يناير 1995 في الأرجنتين - ) هو لاعب كرة قدم أرجنتيني في مركز الهجوم.

## وصلات خارجية
- لياندرو فرنانديز على موقع قاعدة بيانات كرة القدم.إي يو (الإنجليزية)
- لياندرو فرنانديز على موقع Soccerway.com (الإنجليزية)